# Burg Kürnberg
Die Burg Kürnberg lag vermutlich in Rufling in der Nähe des Bauernhofes „Schneider im Kürnberg“. Die abgegangene Höhenburg bildete im frühen 14. Jahrhundert das Zentrum des Herrschaftsgebietes des Konrad von Kapellen.

## Lage
Die Burg soll in der Nähe der Orte Rufling und Dörnbach gelegen haben. 1884 konnte nordwestlich von Rufling in der Nähe des Bauernhofes „Schneider im Kürnberg“ auf einer von tiefen und breiten Gräben umschlossenen Erhöhung eine mittelalterliche Burgstelle nachgewiesen werden. Der Schneiderbauerhof war von Konrad von Kapellen einmal eingetauscht worden und gehört zum ältesten Steyregger Besitz am Kürnberg. 
Etwas irritierend ist, dass auf einer Karte „Rufling“, die aber aus dem 18. Jahrhundert stammt, im Oberösterreichischen Landesmuseum die Burgstelle beim „Schneider im Kürnberg“ als „Schloß Seeberg“ bezeichnet wird; ein solches kann jedoch für diesen Ort nicht angenommen werden. Allerdings kann von der Flurbezeichnung „Seeberg“, „Sacherberg“ eine Beziehung zu „Sachsenburg“ gebildet werden, ohne dass diese Burg tatsächlich je existierte.

## Geschichte
Vermutlich ist der 1140/1147 genannte Konrad von Kürnberg, der dem niederen Ritteradel angehörte, mit großer Sicherheit am Kürnberg bei Wilhering ansässig gewesen. Dieser Konrad saß auf einem Herrensitz am Kürnberg, der wie die spätere Burg auf dem Hangsporn nordwestlich des Bauernhofes „Schneider in Kürnberg“ zu lokalisieren ist. Um 1155 urkundet ein Gerold von Kürnberg; ein Walter von Kürnberg scheint 1161 in einer Urkunde von Abt Gebhard II. vom Stift Wilhering unter den „kleinen ritterlichen Leuten“ auf. Nach dem Aussterben der Kürnberger gegen Ende des 12. Jahrhunderts wechselte der Sitz Kürnberg vermutlich ins Eigentum des Ministerialen Ernst von Traun, der sich auch Ernst von Kürnberg nannte.
Die erstmalige Nennung einer Burg Kürnberg stammt vom 18. Oktober 1286. Damals bestätigte der Bischof Bernhart von Passau einen Tausch zwischen Pfarrer Heinrich von Linz und Konrad von Kapellen; Pfarrer Heinrich vertauschte dabei eine Besitzung „in Rudefing a prope Castrum in Chumberg“ gegen eine „an der Steinen Bruggen sito prope civitotem Lincensem“. Im 13. Jahrhundert wird die Burg noch mehrmals in Tausch- und Kaufurkunden erwähnt. Konrad von Kapellen († 1315) scheint keine Kinder gehabt zu haben und deshalb ging sein Erbe an seine Schwester Agnes über, die ebenfalls kinderlos war und ihren Bruder nur kurz († 1318) überlebte. So ging der Besitz an Janns (Johann) von Kapellen, einem Kapeller aus der Steyregger Linie.
Janns von Kapellen vereinigte Konrads Herrschaftsgebiet als „Amt Traunfeld“ mit seiner Herrschaft Steyregg. Somit kam auch die Burg Kürnberg an Steyregg; dies geht aus mehreren Verträgen hervor, in denen Janns sein „Hauß Khirnberg“ zur Absicherung für das Heiratsgut seiner Tochter Elisabeth und in weiteren Fällen versetzte. Auch wenn die Nachfolger der Kapeller auf Burg Steyregg wohnten, so blieb die Burg Kürnberg nicht unbewohnt, sondern wurde durch Pfleger besetzt. Als erster Pfleger ist 1349 „Reger, genannt der Chrempstarffer ze den zeiten purgraf ze Chürnberch“ bekannt. Sicher ist auch, dass Eberhart, der Enkel von Janns von Kapellen, im Besitz der Burg Kürnberg („vesst churnwerck“) war. Aus seiner Zeit ist eine Reihe von Burgpflegern bekannt. Eberhart († 1406/07) war der letzte männliche Nachkomme der Kapeller. Um sein Erbe brach ein heftiger Streit unter den Gatten der beiden Töchter Eberharts aus. Es waren dies Hartneid von Liechtenstein (vermählt mit Dorothea) und Jörg von Datlisberg (vermählt mit Wilbirg), dazu kamen dann noch die Ansprüche von Reinprecht II. von Walsee als ehemaliger Gatte Agnes von Kapellen. Nach der Klärung der Erbstreitigkeiten kamen die Steyregger Besitzungen am Kürnberg an die Lichtensteiner und die Burg wurde wieder mit Verwaltern besetzt. Als letzter Pfleger auf Kürnberg wird schließlich ist Idung (Udung) der Herleinsberger genannt; dieser scheint am 5. August 1424 und am 21. Jänner 1426 in Urkunden des Stiftes Wilhering auf. Nach dem Tode Hartneids von Lichtenstein (ca. 1427) dürften seine Nachfolger auf Steyregg keinen weiteren Pfleger bestellt haben.
Die Burg bestand auf alle Fälle bis 1490. Auch im Steyegger Urbar von 1481 wird die Burg noch erwähnt. Die Burg scheint aber Ende des 15. Jahrhunderts nicht mehr als Verwaltungssitz gebraucht und deshalb aufgelassen worden zu sein. Dass sie durch ein Feuer im Zuge der sog. Liechtensteiner Fehde (1476–1477) gegen Kaiser Friedrich III. zerstört wurde (dafür sprechen Brandspuren auf der Burgstelle beim „Schneider im Kürnberg“), ist eine plausible Vermutung.

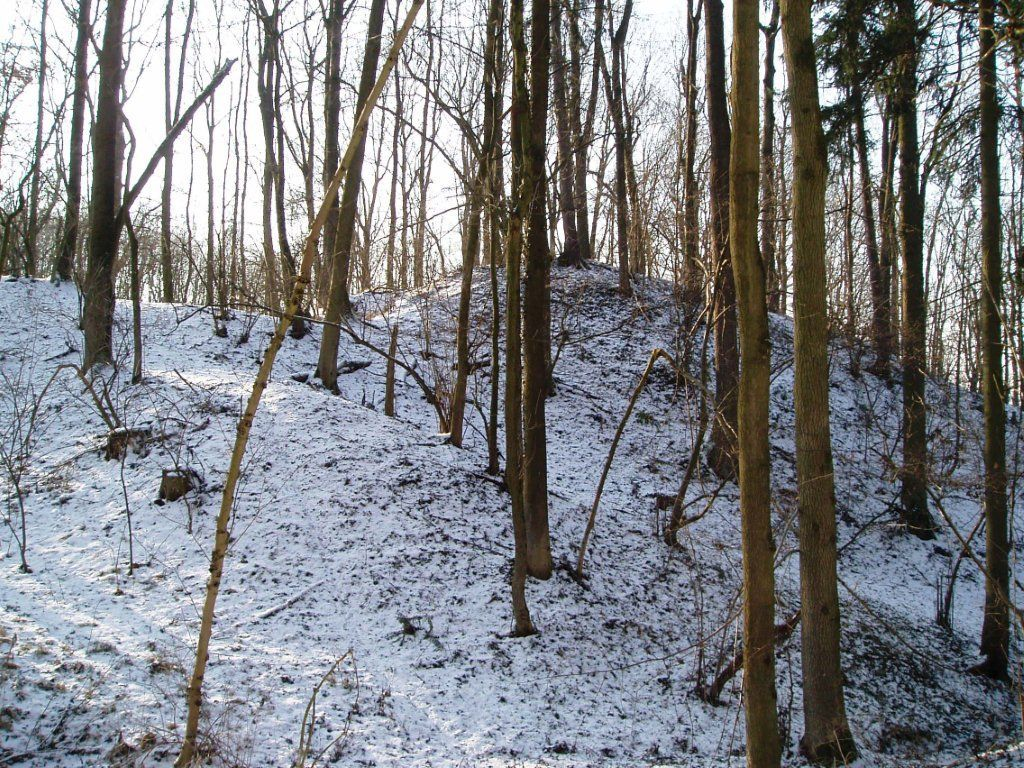
Abgegangene Burg Kürnberg heute

## Burg Kürnberg heute
Von der Burg ist wenig erhalten, da Kaiser Maximilian I. die abgebrannte Burg Kürnberg vermutlich als Materialdepot für sein Jagdschloss Sachsenburg verwendete. Die Wallanlagen der Burg Kürnberg sind nach der Erhebung von Ludwig Benesch aus dem Jahre 1910 aber noch als Erdsubstruktion in der Nähe des Bauernhofes „Schneider im Kürnberg“ erhalten (Umfang 100 × 50 m), Mauerwerk ober Tag ist nicht mehr vorhanden. Ausgrabungsfunde (Keramikscherben, Asche, Tierknochen) sind vom Burgmuseum Reichenstein in das Oberösterreichische Landesmuseum verbracht worden.